# Holoversia
Holoversia is een geslacht van hooiwagens uit de familie Gonyleptidae.
De wetenschappelijke naam Holoversia is voor het eerst geldig gepubliceerd door Mello-Leitão in 1940. 

## Soorten
Holoversia is monotypisch en omvat slechts de volgende soort:
- Holoversia nigra